# Liste des quartiers d'Épinal
Cet article détaille les différents quartiers de la ville d’Épinal, en région Grand Est, dans le département des Vosges.

## Liste des quartiers

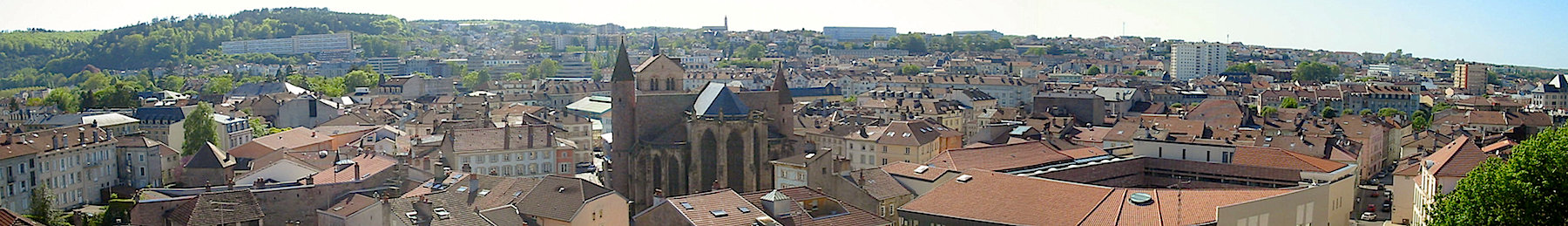
Panorama sur la ville d’Épinal.

### Rive droite
Ce quartier a plus de mille ans. C’est le berceau de la cité, son cœur historique : le château, la basilique, le marché — au milieu de la seconde moitié du Xe siècle — ont été les facteurs déterminants de l’implantation réussie d’Épinal sur la rive droite de la Moselle. Le dégagement des anciennes murailles de la « ville aux cent tours », les fouilles entreprises sur le site du château, la pose de plaques rappelant les noms anciens des rues ou l’histoire de tel ou tel bâtiment, la réouverture en 2004 du musée du Chapitre, constituent un important effort collectif pour retrouver les racines sous les décombres de l’Histoire.

### Rive gauche
Lors de la naissance de la ville au Xe siècle, une ferme était bâtie sur l’île : Rualménil, la maison sur la rivière. Du rail à la Moselle, le quartier rive gauche s’étire entre le fer et l’eau, de la Magdeleine au Champ-du-Pin. L’île exceptée (« la petite ville »), c’est le tableau de Nicolas Bellot hors les murs : le quartier du quai des Bons-Enfants où trouvaient à s’héberger les voyageurs qui ne pouvaient entrer dans la ville (ce fut le cas de Montaigne en 1580 !) ; le quartier du chemin contournant la cité, pour les princes jugés indésirables par les bourgeois.

### Le plateau de la Justice
Le plateau tire son nom des « bois de justice » où se pratiquait l’exécution des condamnés, qui y montaient jusqu’en 1791 par l'impasse des Peines-perdues en y traversant la maison du bourreau. Ils devaient attendre sur le chemin des Patients avant d'être exécutés. Ce secteur a connu une vie agricole jusqu’à la fin des années 1950. Après la construction du quartier de la Vierge, l’expansion de la ville était telle qu’il a fallu trouver une vaste zone de construction. Le projet de ZUP a nécessité de longues négociations — et parfois des expropriations — avec une centaine de propriétaires qui possédaient les 55 hectares concernés. Dix milliards de francs (valeur 1965) ont été investis pour la construction d’environ mille logements. Il est réuni avec le Saut-le-Cerf au sein d'un vaste quartier prioritaire comptant plus de 5 000 habitants en 2020.
Le centre hospitalier Jean-Monnet est construit sur le plateau de la Justice entre 1962 et 1967. Il est remplacé par le centre hospitalier Émile-Durkheim, construit juste en face entre 2014 et 2021.

### Le Saut-le-Cerf

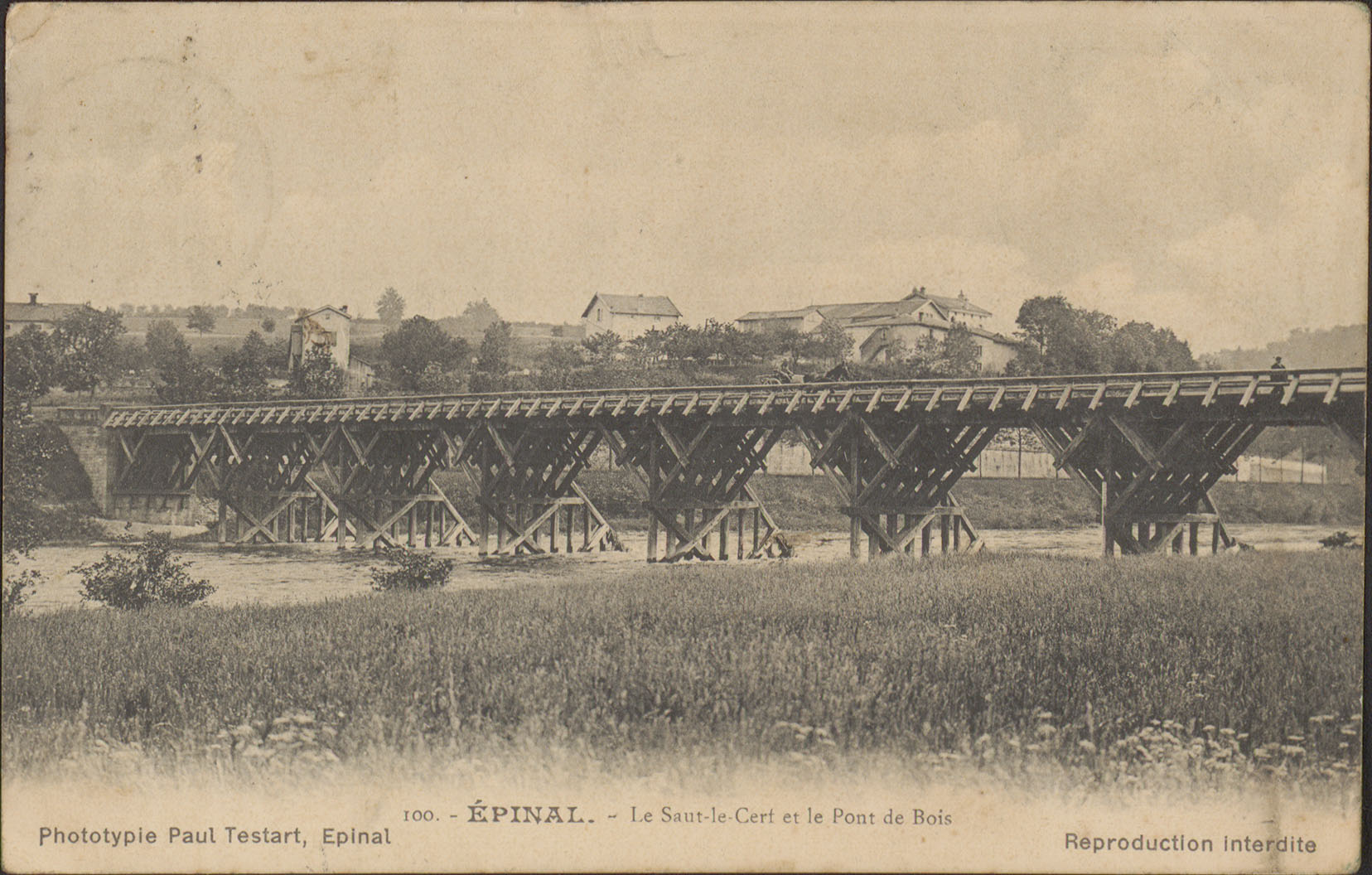
Le Saut-le-Cerf et le pont de bois.

500 en 1947, 1 000 en 1949 : le Saut-le-Cerf compte plus de 4 400 habitants en 1999 et plus de 6 000 en 2014. C’est dire que les terres jadis agricoles de l’endroit (il reste encore une ferme en exploitation) ont été un des théâtres de l’expansion d’Épinal. Un des tout premiers peuplements résulte de l’implantation de nombreux baraquements pour les sinistrés à la suite des tragiques bombardements de la dernière guerre : un peu de l’âme du centre habitera toujours ces marches de la ville.

### La Vierge

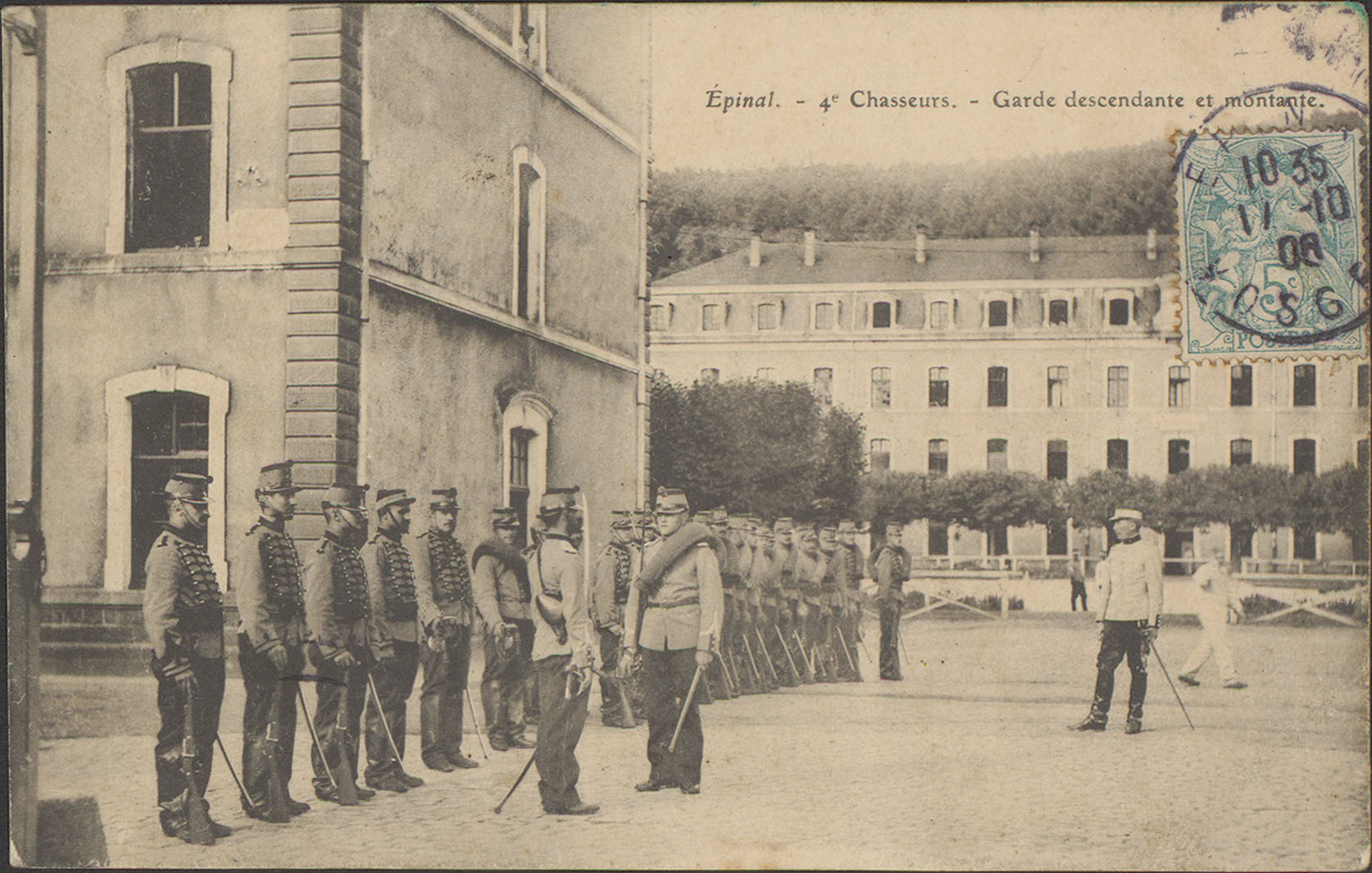
Garde du 4e régiment de chasseurs à cheval à la caserne Bonnard
(carte postale Paul Testart).

C’est le quartier de la « Quarante-Semaine », nom donné en référence à la durée de la terrible peste de 1635, qui a vu plusieurs centaines de Spinaliens mourir dans des loges (baraques) de la vallée de Bonnefontaine, laissant la communauté exsangue. Vers le milieu du XVIIe siècle, la découverte d’une vierge, minuscule statuette en bois, donne son nom à la colline. À la fin du XIXe siècle, on décide de déboiser l’endroit pour y construire trois casernes (Dorsner, Varaigne et Bonnard). Le quartier compte 1 500 habitants en 1900, 1 913 en 1999.

### Saint-Laurent

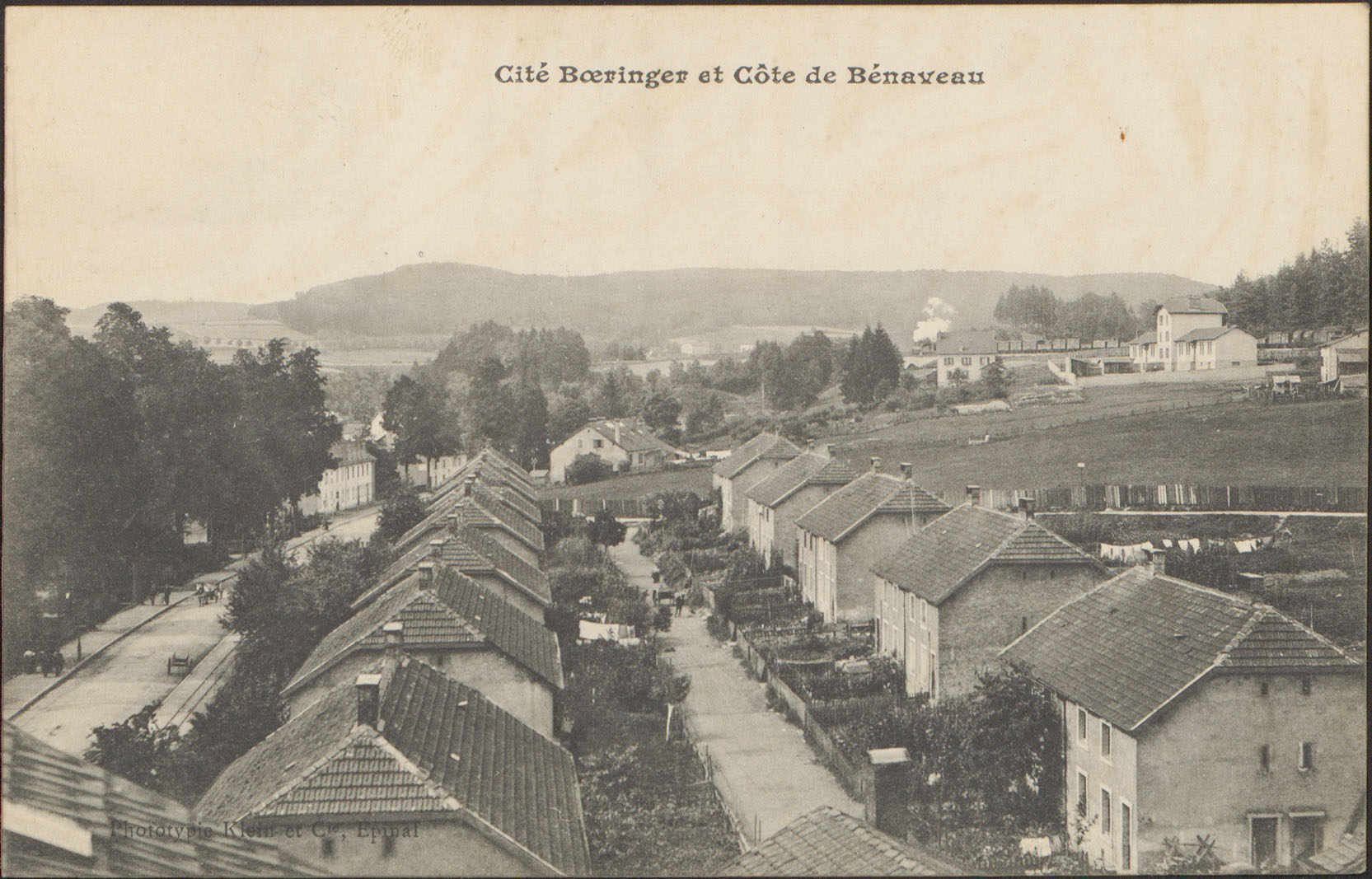
Cité Boeringer et Côte de Bénaveau.

Quartier morcelé par les vallons successifs, et par le chemin de fer en patte d’oie, Saint-Laurent et le Vieux-Saint-Laurent comprennent de nombreux lieux-dits, habités par « une part non négligeable de la population non agglomérée de la ville ». Ces lieux-dits ont pour noms souvent poétiques : Humbertois, le Champ-de-Damas, Genauféte, le Bambois (avec ses 490 mètres, il est le point culminant des hauteurs qui environnent Épinal), Bésonfosse, la Croix-Rouge, le Bouffrot, Bénaveau (et la mythique fontaine des Trois-Soldats : Demarue, Saulus, Diez), la Taviane, le Guintôt, les Neuves-Granges, etc.

### Le Champ-du-Pin

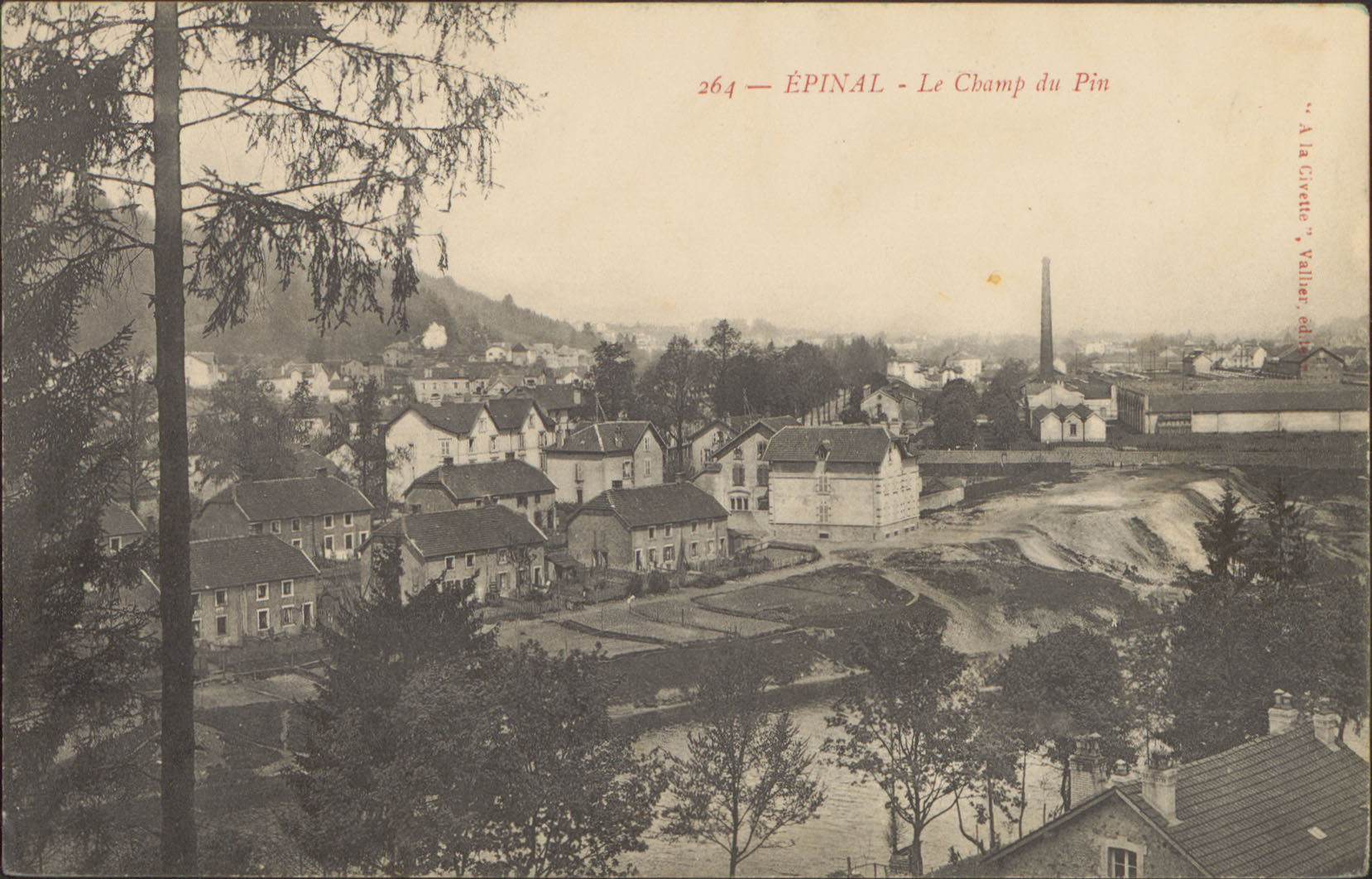
Le Champ du Pin
(carte postale Paul Testart).

Dans une anse de la Moselle, sur la rive gauche, le Champ-du-Pin a longtemps été le point extrême sud de la ville, jusqu’à la fusion avec la commune de Saint-Laurent en 1964. Après avoir servi de cadre aux manœuvres militaires à partir de la fin du XVIIIe siècle, son urbanisation s’est réalisée parallèlement aux implantations industrielles d’après 1870. On y construisit les sept plus grandes usines que compta Épinal, parmi lesquelles la manufacture de tissus imprimés, les filatures et tissages, l’atelier de gravure sur rouleaux en cuivre destinée à l’impression des tissus. Il fut longtemps le cœur ouvrier de la cité.

### Ouest
Implanté entre le territoire de la commune de Chantraine et le chemin de fer, ce quartier est né pour ainsi dire avec le rail, à la fin des années 1850. Les premiers bâtisseurs ont élevé leurs maisons dans les vergers et les jardins, il est encore aujourd’hui imprégné du caractère champêtre de ses origines. Étendu de part et d’autre d’une importante voie de pénétration de la ville (la rue Notre-Dame-de-Lorette), il a été investi par des personnes souvent modestes, cheminots et petits rentiers, ayant construit pierre à pierre la maison qui était l’aboutissement d’une vie de travail. À partir de 1890, les casernes y ont occupé une immense place, dans l’espace et dans la vie sociale, jusqu’au départ des troupes et la destruction des bâtiments en 1998.

### Est

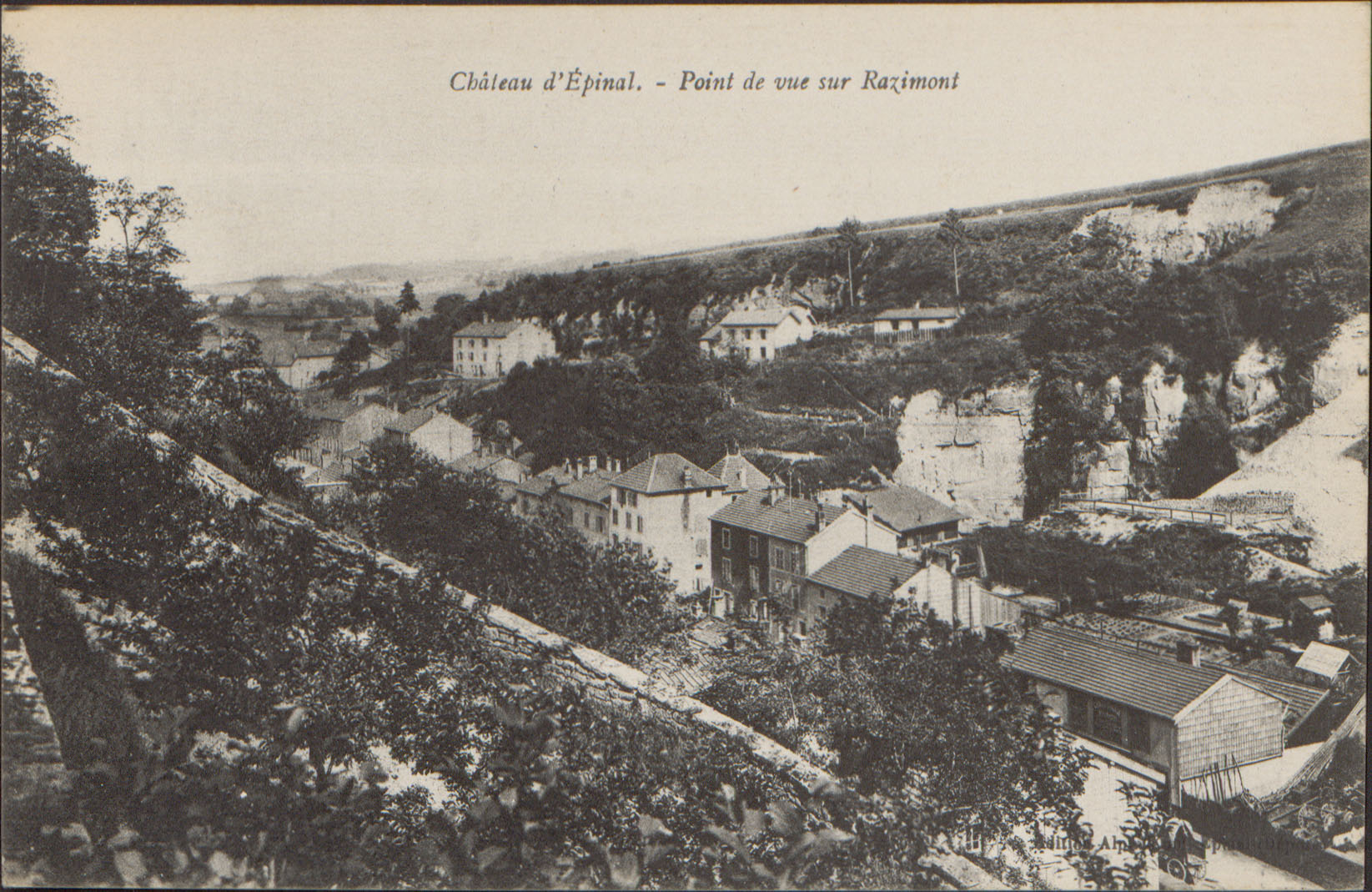
Vue historique sur Razimont depuis le château
(carte postale Adolphe Weick).

Ancré sur le tapis vert situé entre l'éperon du parc du château et la voie de contournement, ce quartier Est fut longtemps le « no man's land » spinalien. Aujourd’hui, les terres vierges de Poissompré, de Razimont, de la Colombière, sont presque complètement urbanisées : dus essentiellement à l’initiative des promoteurs, des lotissements y sont sortis de terre comme autant de petits villages.

### Sud-Est
Le terme «quartier» désigne usuellement une partie urbanisée d’une ville. Difficile, il y a vingt ans, de définir ainsi la zone Sud-Est d’Épinal. Mais il avait bien fallu rassembler sous ce vocable les lieux-dits disséminés sur ce territoire couvrant près de la moitié de la commune : le moins peuplé des quartiers en est le plus étendu (287 habitants en 1999 sur plus de 2 600 ha). Regroupant des endroits portant des noms aussi évocateurs que Saint-Oger, Bénifontaine, Prefoisse, Malgré-Moi, Pré-Serpent, Calotine, Grande-Mouche, ce quartier s’organise autour de deux rubans urbanisés, la Tranchée de Docelles et la route d’Archettes, reliés par le nœud d’Uzefaing.